# Hymenolepididae
Los himenolepídidos (Hymenolepididae, del griego clasico ὑμήν (humḗn), "membrana", y λεπίς (lepís), "escama") son una familia de cestodos del orden Cyclophyllidea. Se caracterizan por poseer entre 1 y 4 testículos por proglótido, un número relativamente bajo teniendo en cuenta que hay cestodos que llegan a los 1000 testículos. Los poros genitales unilaterales y la vesícula seminal externa y grande facilitan el reconocimiento de las especies de la familia. Muchas de ellas son pequeñas y transparentes lo cual facilita su estudio.
Su género tipo es Hymenolepis con especies que produce parasitosis en  roedores y el hombre o en aves.

## Taxonomía
La familia de los himenolepídidos incluye los siguientes géneros:
- Allohymenolepis
- Amphipetrovia
- Aploparaxis
- Armadolepis
- Brachylepis
- Branchiopodataenia
- Cladogynia
- Cloacotaenia
- Confluaria
- Coronacanthus
- Dicranotaenia
- Dildotaenia
- Diorchis
- Diploposthe
- Dollfusilepis
- Drepanidotaenia
- Fimbriaria
- Hilmylepis
- Hsuolepis
- Hymenolepis
- Mathevolepis
- Passerilepis
- Potorolepis
- Pseudhymenolepis
- Retinometra
- Rodentolepis
- Soricinia
- Staphylocystis
- Triodontolepis
- Vampirolepis
- Variolepis
- Wardium